# سیارک ۸۹۹۴
سیارک ۸۹۹۴ (به انگلیسی: 8994 Kashkashian، نامگذاری:1980VG) هشت هزار و نهصد و نود و چهارمین سیارک کشف شده‌است که در ۶ نوامبر ۱۹۸۰ کشف شد.
قدر مطلق سیارک برابر ۱۲٫۷۰ است.